# Wonder Festival
Wonder Festival是日本的模型製造商海洋堂主辦，為日本知名的大型模型展、同時也是世界上最大的模型展。通常簡稱為WF。
Wonder Festival從1984年開始舉辦；1992年後轉由模型製造商海洋堂主辦。此展每年舉辦兩次：冬（主要在2月）、夏（主要在8月）各一次，中間曾一度在東京都立產業貿易中心、東京國際展示場舉辦，目前地點固定在日本千葉縣千葉市的幕張展覽館（幕張Messe）進行。由於Wonder Festival常有各家知名廠商的新品發表會或相關宣傳活動（例如：Good Smile Company的「WONDERFUL HOBBY LIFE FOR YOU!!」），加上也會有許多同人團體自製或改造作品參加販售，因此WF也是許多模型愛好者關注的重要活動。

## 歷史
Wonder Festival始於1984年12月，由General Products（後與GAINAX合併），在通用產品大阪店舉行的活動；1992年冬季改由海洋堂接手主辦，此後每年皆由其負責籌備。
此展主要的目的為不管專業與否、團體還是個人，都可以展示和銷售自己的模型、參加二手模型市場以及Cosplay等等。隨著規模變大，許多公司開始加入合作，商業色彩也隨之濃厚。
除了作為業餘愛好者展示和銷售模型套件的主要目的之外，由於運營者的政策，對於在其他活動中經常會因為危險或安全考量等而被禁止的模型刀和模型槍等物品（例如：Comic Market），監管相對寬鬆，因此被公認是相對於對手一個重要的競爭條件。
除了一般常見的樹脂澆鑄、軟膠模型和已塗裝完成的成品的模型外，有些公司在Wonder Festival還會發布「WF限定版」的限定成品模型（通常會附帶會場限定特典）。
2018年4月，WF實行委員會計畫在上海新國際博覽中心舉辦第一個海外展，名為「Wonder Festival 2018上海 Pre Stage」，將由上海WF執行委員會、WF執行委員會和其他外部工作人員主持和運營。

## 當日版權制度
當日版權制度是在Wonder Festival發明的一種制度。原型師在WF之前先向主辦方提交申請，由主辦方向著作權所有人申請「當日版權」，讓原型師可以在WF時展示和販賣自己製作的模型或其他創作。但除此之外的販賣、日後發售等行為不在此制度的授權內。

## 外部連結
- Wonder Festival官方網站 （页面存档备份，存于） （日語）